# Захисникам Донецького аеропорту (монета)
«Захисника́м Доне́цького аеропо́рту» — пам'ятна монета номіналом 10 гривень, випущена Національним банком України. Присвячена вшануванню мужності та героїзму захисників Донецького аеропорту — «кіборгам», які обороняли його протягом 242 днів, що стало символом самовідданої боротьби за територіальну цілісність України.
Монету введено в обіг 30 січня 2018 року. Вона належить до серії «Збройні Сили України».
Перша пам'ятна монета НБУ зі сплаву на основі цинку, перша пам'ятна монета НБУ з недорогоцінних металів номіналом 10 грн, а також перша серед пам'ятних та ювілейних монет НБУ тиражем 1 млн штук.

## Опис та характеристики монети
| Номінал грн. | Метал                 | Маса, грам | Діаметр, мм. | Якість виготовлення | Гурт     | Тираж, штук |
| ------------ | --------------------- | ---------- | ------------ | ------------------- | -------- | ----------- |
| 10           | сплав на основі цинку | 12,4       | 30           | анциркулейтед       | рифлений | 1 000 000   |

### Аверс

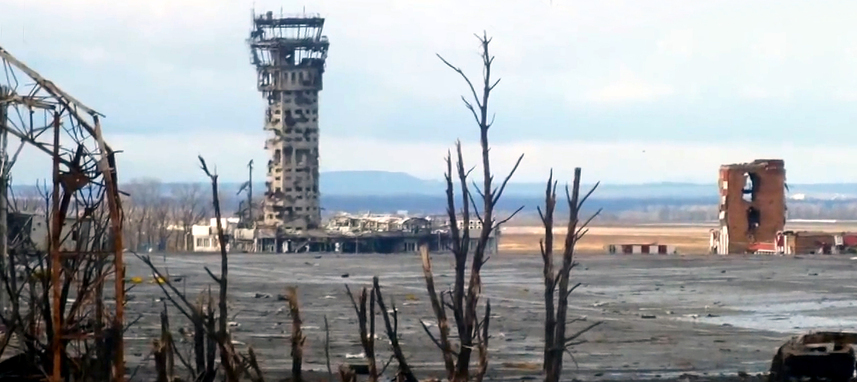
Руїни башти управління аеропорту, грудень 2014 року

На аверсі монети розміщено: угорі ліворуч — напис «УКРАЇНА» (півколом), під яким рік карбування монети («2018») та малий Державний Герб України; у центрі — стилізовану композицію: дві чоловічі руки зі зброєю різних епох, що символізує захисників України різних часів; на дзеркальному тлі написи: «ЗА ЧЕСТЬ! ЗА СЛАВУ! ЗА НАРОД!»; унизу ліворуч — номінал «10/ГРИВЕНЬ» на стилізованому фрагменті щита; праворуч — логотип Банкнотно-монетного двору Національного банку України.

### Реверс
На реверсі монети розміщено стилізовану композицію із зображенням захисника аеропорту на тлі напівзруйнованої вежі, над якою майорить український прапор; праворуч — прострілена арматура з вертикальними написами: «КІБОРГИ. UA/ 26.05.2014/21.01.2015.»

## Автори

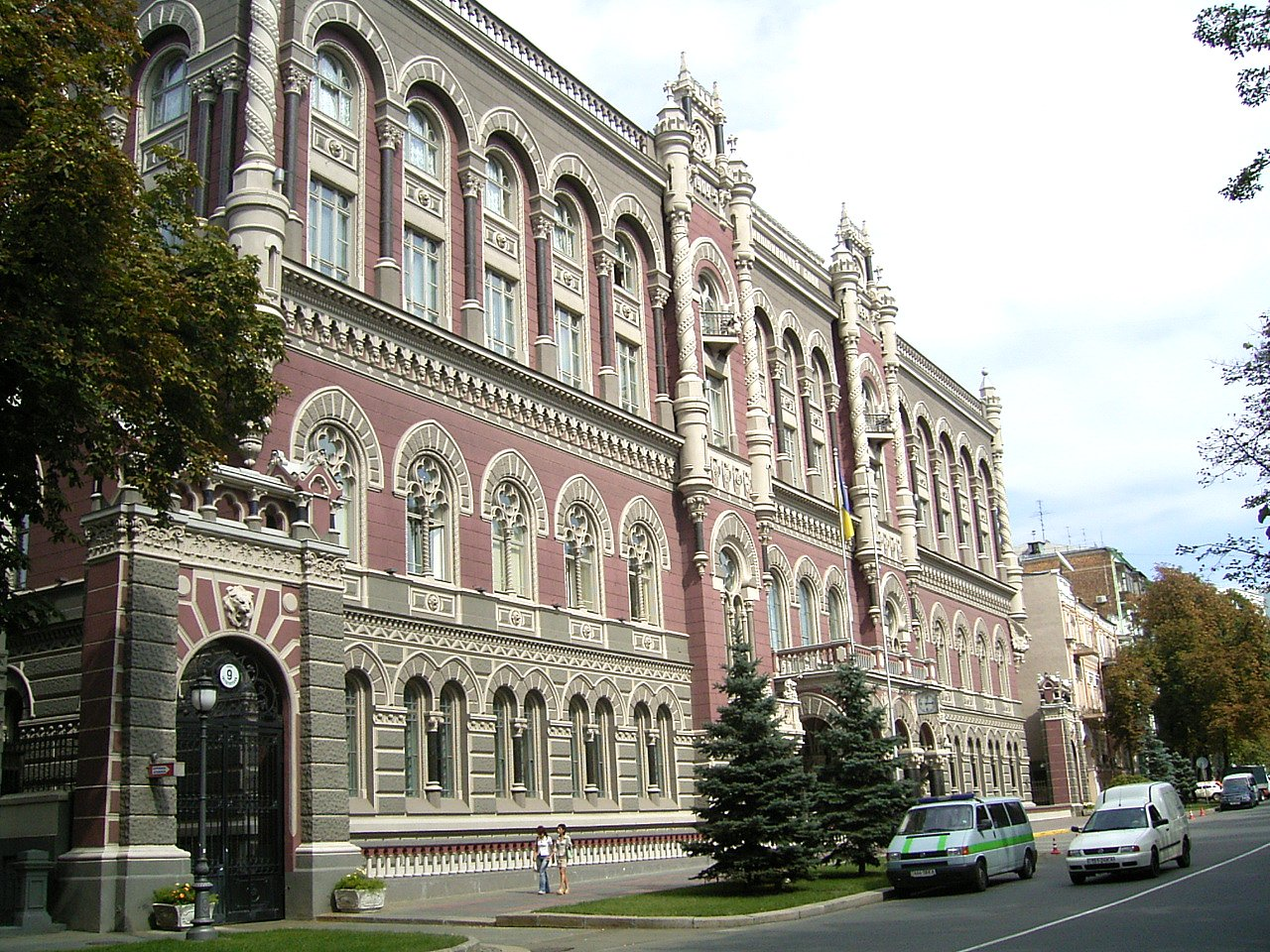
Будівля Національного банку України

- Художники: Таран Володимир, Харук Олександр, Харук Сергій.
- Скульптори: Демяненко Анатолій, Дем'яненко Володимир.

## Вартість монети
Під час введення монети в обіг 2018 року, Національний банк України розповсюджував монету через свої філії за номінальною вартістю — 10 гривень.
Фактична приблизна вартість монети, з роками змінювалася так:
| Рік        | 2018 | 2019 | 2020 | 2021 | 2022 | 2023 | 2024 | 2025 |
| ---------- | ---- | ---- | ---- | ---- | ---- | ---- | ---- | ---- |
| Ціна, грн. | 14   | 14   | 14   | 14   | 35   | 100  | 160  | 240  |